# بازار اصفهان

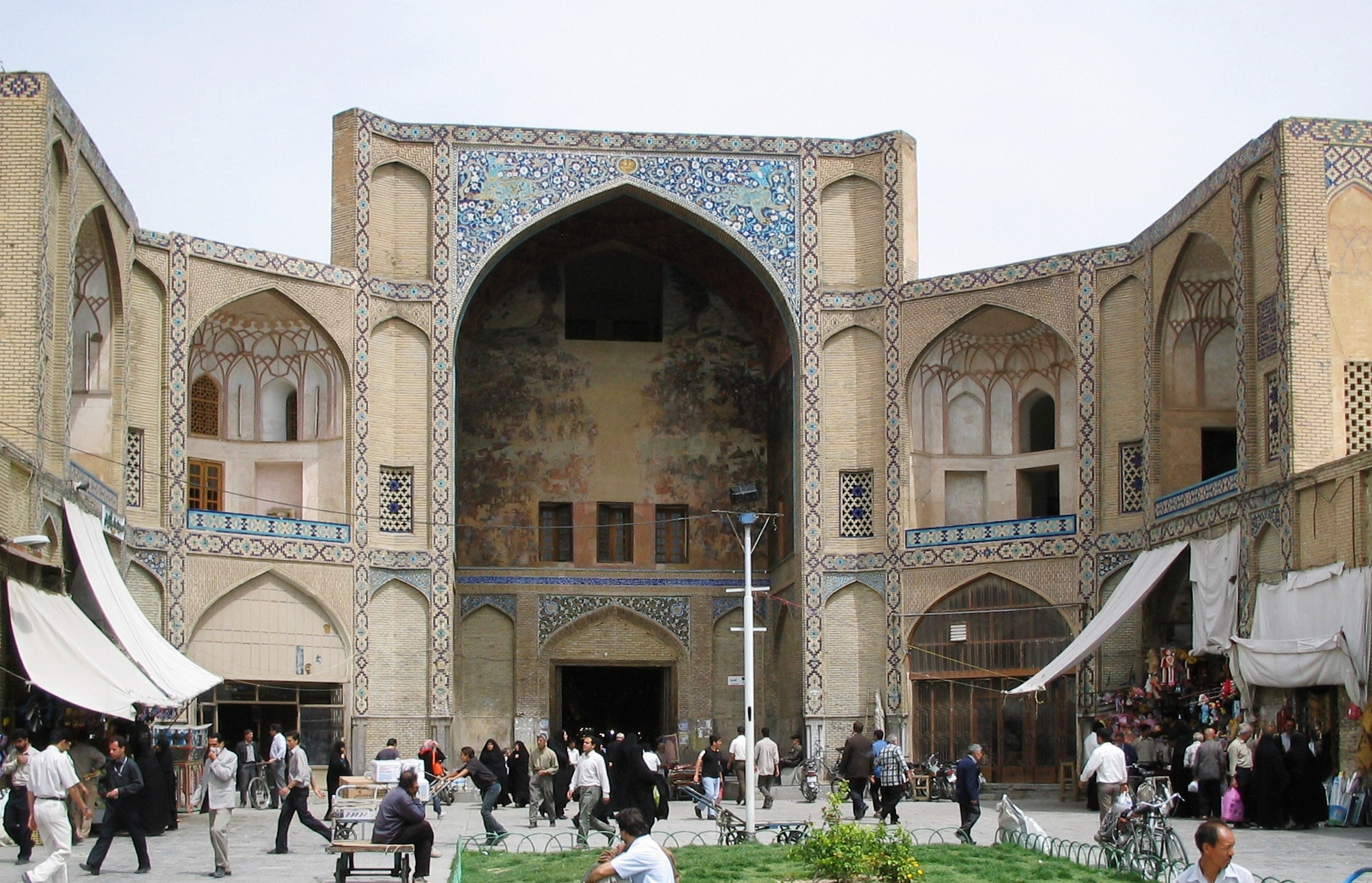
سردر قیصریه، یکی از ورودی‌های بازار بزرگ

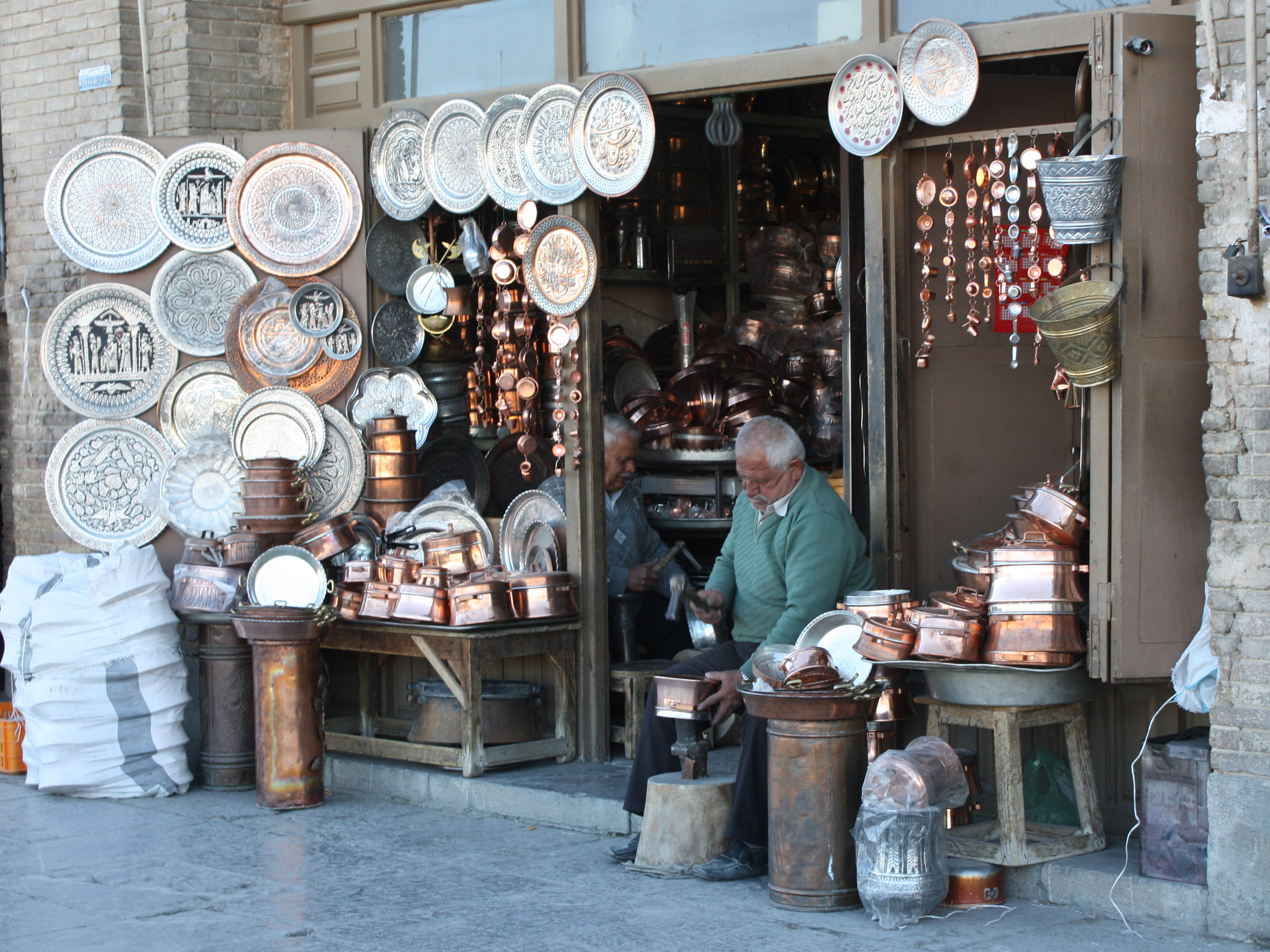
تولید و فروش صنایع دستی در بازار مسگرها

بازار بزرگ اصفهان (قیصریه) بازار مرکزی اصفهان است که یکی از قدیمی‌ترین و بزرگ‌ترین بازارهای خاورمیانه به‌شمار می‌رود. ژان شاردن فرانسوی از «بازار قیصریه و بازار بزرگ اصفهان با سردر عالی و تزئینات آجرهای چینی (کاشی‌کاری) و سکوهای وسیع (از) سنگ یشم و سماق که (بر آن‌ها) جواهرفروشان و زرگران انواع و اقسام زیورآلات و جواهرآلات و سکه‌های کمیاب را به فروش می‌رساندند»، یاد کرده است.
امتداد بازار بزرگ اصفهان به مسجد جامع و سپس به بازار عریان منتهی می‌شود. این بازار را به مناسبت مجاورت با گنبد نظام‌الملک و مسجد جامع، بازار نظامیه یا نظام‌الملکی نیز گفته‌اند و تا نیم قرن پیش، رشته‌های طولانی و متعددی این بازار را به بازارهای دروازه طوقچی و بازار غاز و میدان وصل می‌کرده است. از انشعابات دیگر آن، بازار ریسمان و مدرسهٔ کاسه‌گران است. مجموعه آثار تاریخی دیگری مانند مدرسهٔ ملا عبدالله، مسجد جارچی‌باشی، مدرسهٔ صدر بازار، مدرسهٔ نیماورد و کاروانسراهایی از دورهٔ صفوی و قاجار مانند کاروانسرای مخلص، گلشن و تیمچه ملک و بسیاری کاروانسراها و تیمچه‌های دیگر و حمام‌هایی از دورهٔ صفوی بر اهمیت تاریخی مجموعه معماری بازار بزرگ اصفهان که از سردر بازار قیصریه تا سردر مسجد جامع اصفهان امتداد دارد افزوده است.
این بازار، عمدتاً به فعالیت فرش‌فروشان اختصاص دارد. سردر بازار قیصریه، ورودی این بازار است. این بازار که با نام بازار سلطانی نیز خوانده می‌شود، از بزرگ‌ترین و مجلل‌ترین مراکز خرید و فروش در دوران صفوی بوده است و در سال ۱۰۲۹ هجری قمری (دوران صفوی) در شمال میدان تاریخی نقش جهان ایجاد گردید که این میدان را به میدان امام علی (کهنه) و اصفهان عصر سلجوقی مربوط می‌کند. این بنا در دوران صفوی از بازار قیصریه در شهر لار واقع در استان فارس الگوبرداری شده است.

## ساختار بازار
ساختار بازار قیصریه در دو طبقهٔ مرتفع ساخته شده که طبقهٔ بالا به امور دفتری و بازرگانی اختصاص داشت و در طبقهٔ پایین مغازه‌های اصناف گوناگون در کنار هم مستقر بوده‌اند که از این بازار بزرگ و مجلل بازارهای دیگری منشعب می‌شدند و برخی از آن‌ها هنوز هم فعال بوده و به مشاغل مختلف اختصاص دارند.
بر روی سقف، گنبدهایی تعبیه شده است و در انتهای گنبدها نورگیرهایی برای تأمین روشنایی و تهویهٔ هوا در نظر گرفته شده است.

## راسته‌ها
برخی از راسته‌های بازار اصفهان عبارت‌اند از:
- بازار عریان
- هارونیه
- نیم‌آورد گلشن
- مخلص
- سماورسازها
- مقصودبیک

## مساجد
در طول این شاهراه سرپوشیده و مسقّف که برخی از خارجیان آن را «نگارخانهٔ سرپوشیده» نامیده‌اند عناصر مذهبی همچون مدرسهٔ نیماورد، مدرسهٔ صدر، مسجد خیاط‌ها، مسجد نو، مسجد ذوالفقار، مسجد شیشه، مسجد جارچی و ده‌ها مسجد دیگر به فعالیت‌های مذهبی می‌پرداختند و بازرگانان و اصناف گوناگون در آن‌ها عبادت می‌کردند.

## مدارس مذهبی
مراکز فرهنگی مانند مدارس مذهبی هم به اعتبار و رونق بازار می‌افزودند. مدارسی همچون مدرسهٔ کاسه‌گران، هارونیه، نیماور، جده بزرگ، جده کوچک، ملاعبدالله و … که با معماری خاص ایرانی ده‌ها سال است موضوع کتاب‌ها و رسالات و تحقیقات مهندسین و معماران و سیاحان گوناگون هستند.

## سرا و تیمچه‌ها
نهادهای اقتصادی نیز از دیگر جاذبه‌هایی هستند که در بازارها وجود داشته‌اند. برخی از این نهادها که «تیمچه» و «سرا» نامیده می‌شوند هنوز نیز فعال هستند. مشهورترین این سراها عبارت‌اند از: سرای اردستانی‌ها، سرای خانی، سرای آقا، سرای پادرخت سوخته، سرای میراسماعیل، سرای تالار، سرای خوانساری‌ها، سرای گلشن، سرای جارچی و سرای فخر.
این سراها به همراه کاروانسراهای متعدد و پررونق، بازار اصفهان را به عنصری فعال تبدیل می‌کرده که سیاحان با اشتیاق از آن بازدید می‌کردند و با دقت در سفرنامه‌هایشان معرفی می‌نمودند.

## نگارخانه

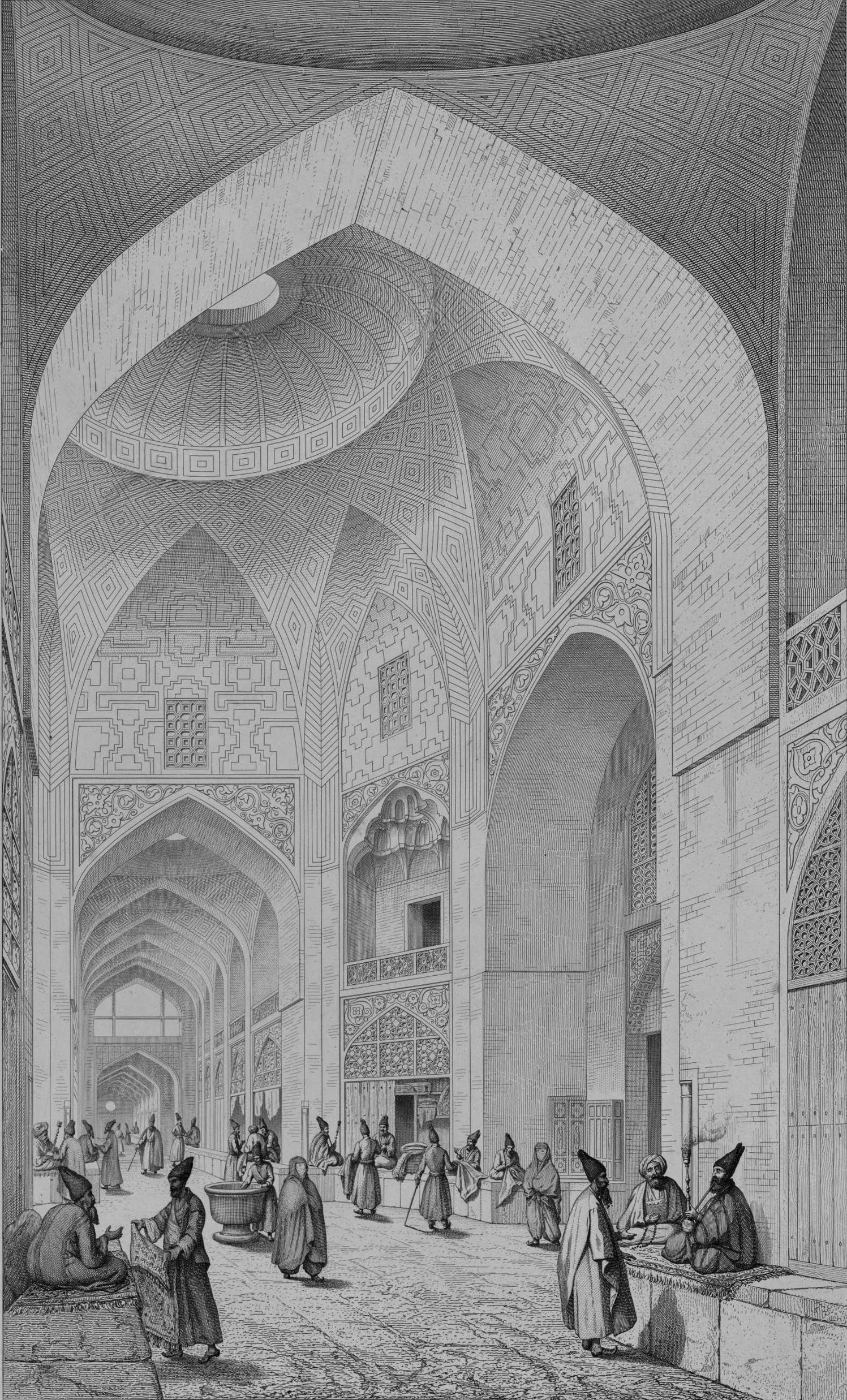
بازار اصفهان در دویست سال قبل (با نام بازار خیاط‌ها)
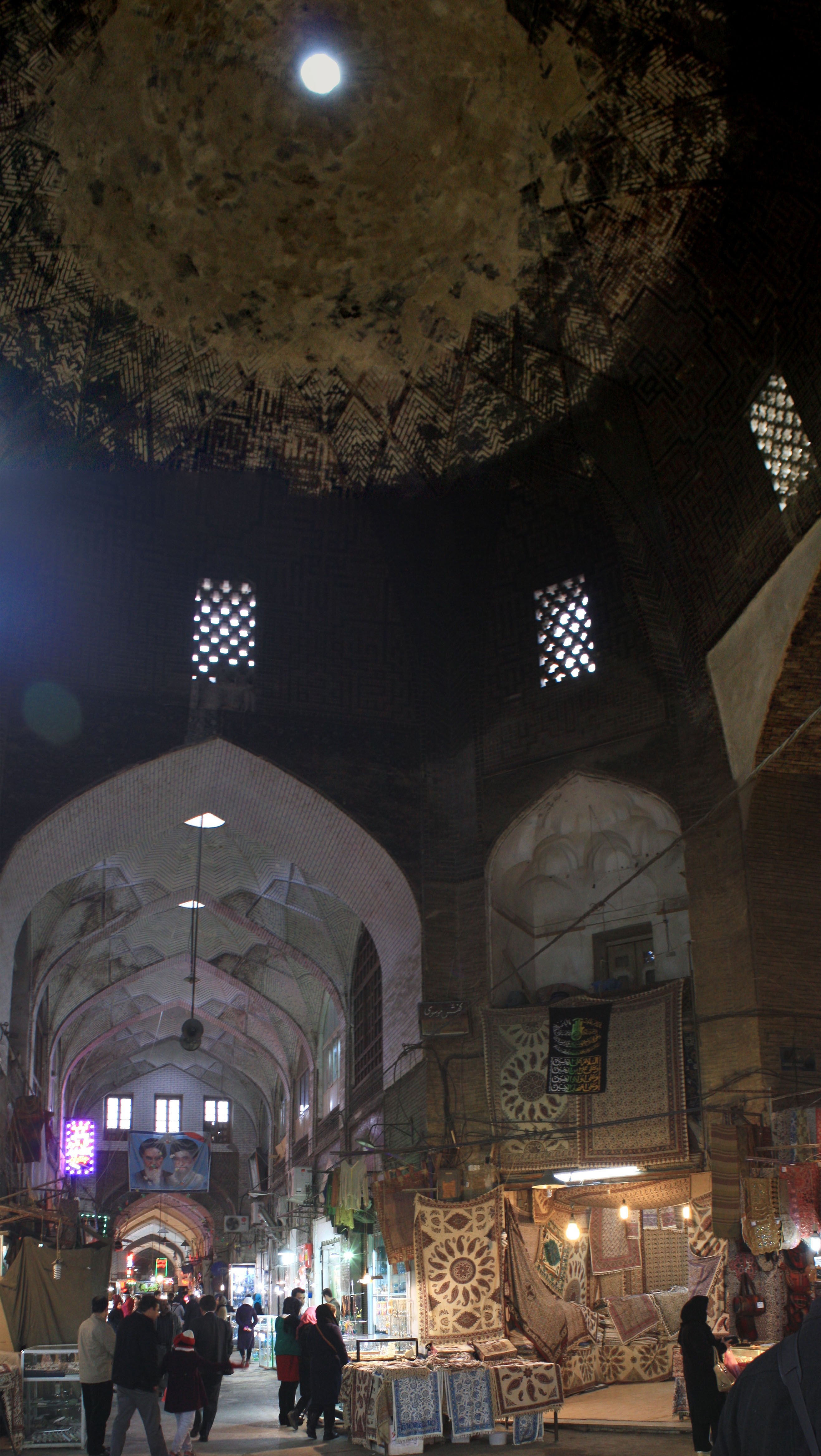
بازار بزرگ اصفهان در حال حاضر
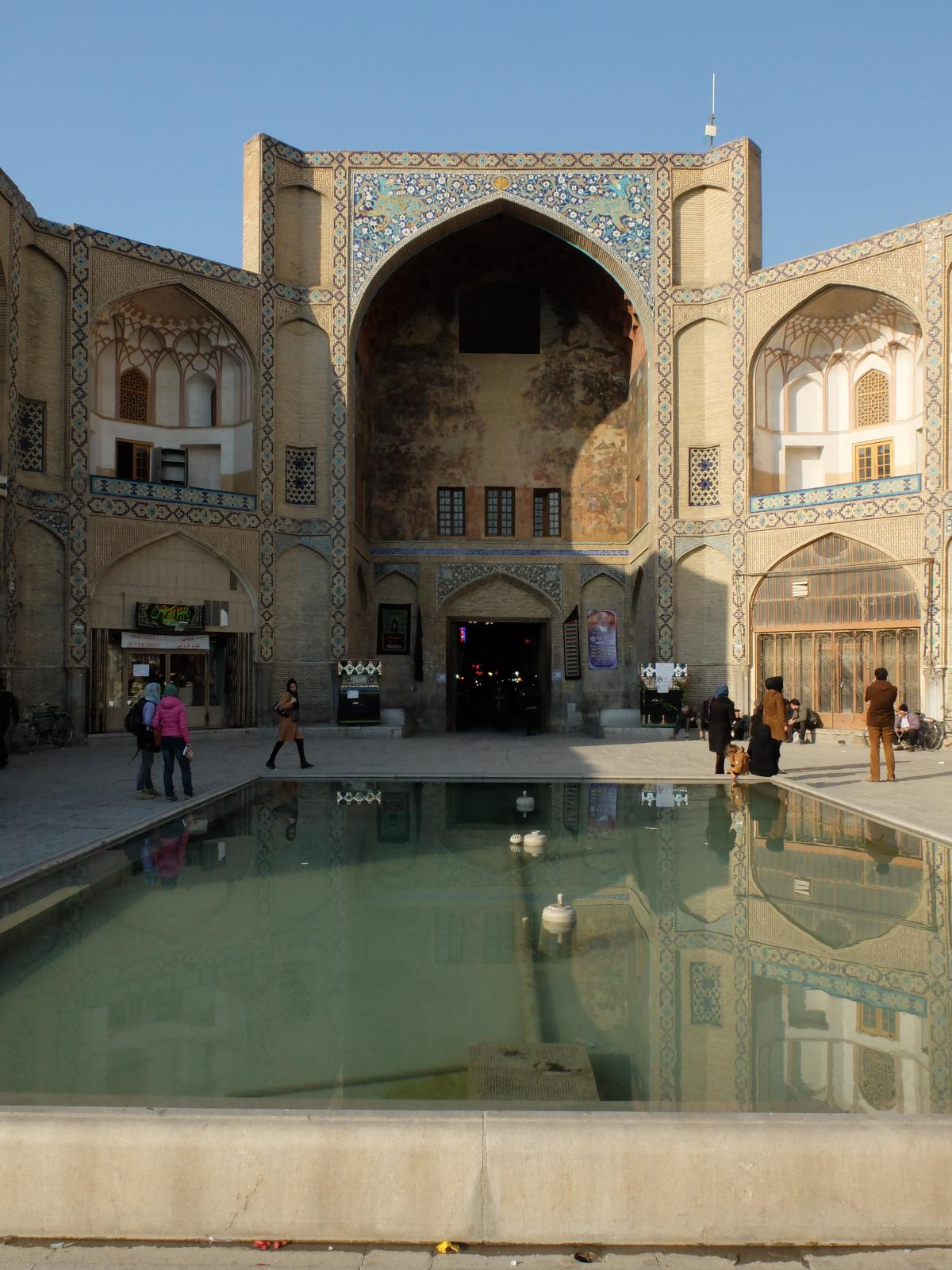
نمایی از سردر بازار قیصریه